# KIAA1967
KIAA1967‏ (Cell cycle and apoptosis regulator 2) هوَ بروتين يُشَفر بواسطة جين KIAA1967 في الإنسان.